# 漢義陵
汉义陵中国汉哀帝刘欣及其皇后傅氏同茔异穴的合葬陵园，位于陕西省咸阳市周陵乡南贺村东南。陵园平面方形，边长420米。墓为覆斗形，底边长175米，顶部边长55米，高30米。其东北620米为傅皇后陵。附近有董贤等15座陪葬墓。